# Dayton (Ohio)
Dayton város az Amerikai Egyesült Államokban, Ohio állam Montgomery megyéjének székhelye.

## Földrajza
A város Ohio szövetségi állam délnyugati részén, nem messze az indianai határtól fekszik, és a megyei konurbáció központja.

## Története
Dayton híres ipari területeiről és az 1995-ben aláírt, a jugoszláv polgárháború befejezéséről szóló daytoni békeszerződésről.

## Népesség
Dayton népessége a 2000-es népszámlálás szerint 166 179 lakosa volt (népesség tekintetében a 126. helyen áll az amerikai városok között), míg a teljes nagyvárosi terület, beleértve olyan városokat is, mint Vandalia, Trotwood, Kettering, Centerville, Beavercreek, West Carrollton, Huber Heights, Troy és Miamisburg lakossága közel 850 000 főt tesz ki.
| 2010 | 141 527 |
| 2020 | 137 644 |

## Infrastruktúra és közlekedés
A várost Dayton nemzetközi repülőtere szolgálja ki, és kábelvasúttal rendelkezik.

## Művészet
A Dayton Art Institute őrzi Paolo Pagani festményét, a Szent Sebestyént.

## Testvérvárosai
- Augsburg, Németország (1964)
- Óiszo, Japán, Kanagava prefektúra (1968)
- Holon, Izrael (1993)
- Szarajevó, Bosznia-Hercegovina (1993)
- Monrovia, Libéria